# آب‌انبار ۱ محله رودخانه
آب‌انبار ۱ محله رودخانه مربوط به دوره صفوی است و در شهرستان کوهبنان، بخش مرکزی، دهستان خرمدشت، روستای ده علی واقع شده و این اثر در تاریخ ۷ اسفند ۱۳۸۶ با شمارهٔ ثبت ۲۱۵۰۱ به‌عنوان یکی از آثار ملی ایران به ثبت رسیده است.